# مارسيلو فيانا
مارسيلو فيانا (بالبرتغالية: Marcelo Viana‏) هو رياضياتي برازيلي، ولد في 4 مارس 1962 في ريو دي جانيرو في البرازيل.